# Tramwaje w Thionville
Tramwaje w Thionville − zlikwidowany system komunikacji tramwajowej we francuskim mieście Thionville, działający w latach 1912−1952.

## Historia
Tramwaje w Thionville uruchomiono 16 stycznia 1912. Wkrótce sieć tramwajową rozbudowano i składała się z dwóch linii w tym podmiejskiej linii do Fontoy o długości 29,5 km.  Do obsługi sieci posiadano 28 wagonów silnikowych i 14 wagonów doczepnych. W 1918 operatorem sieci została spółka Société d'Electricité et du Gaz de la Basse Moselle. W 1932 tramwajami przewieziono 6,8 mln pasażerów. W 1935 zlikwidowano linię tramwajową, która przechodziła przez centrum miasta. Linię podmiejską zlikwidowano 22 września 1952 i zastąpiono linią autobusową. 